# Estação Casa de Campo

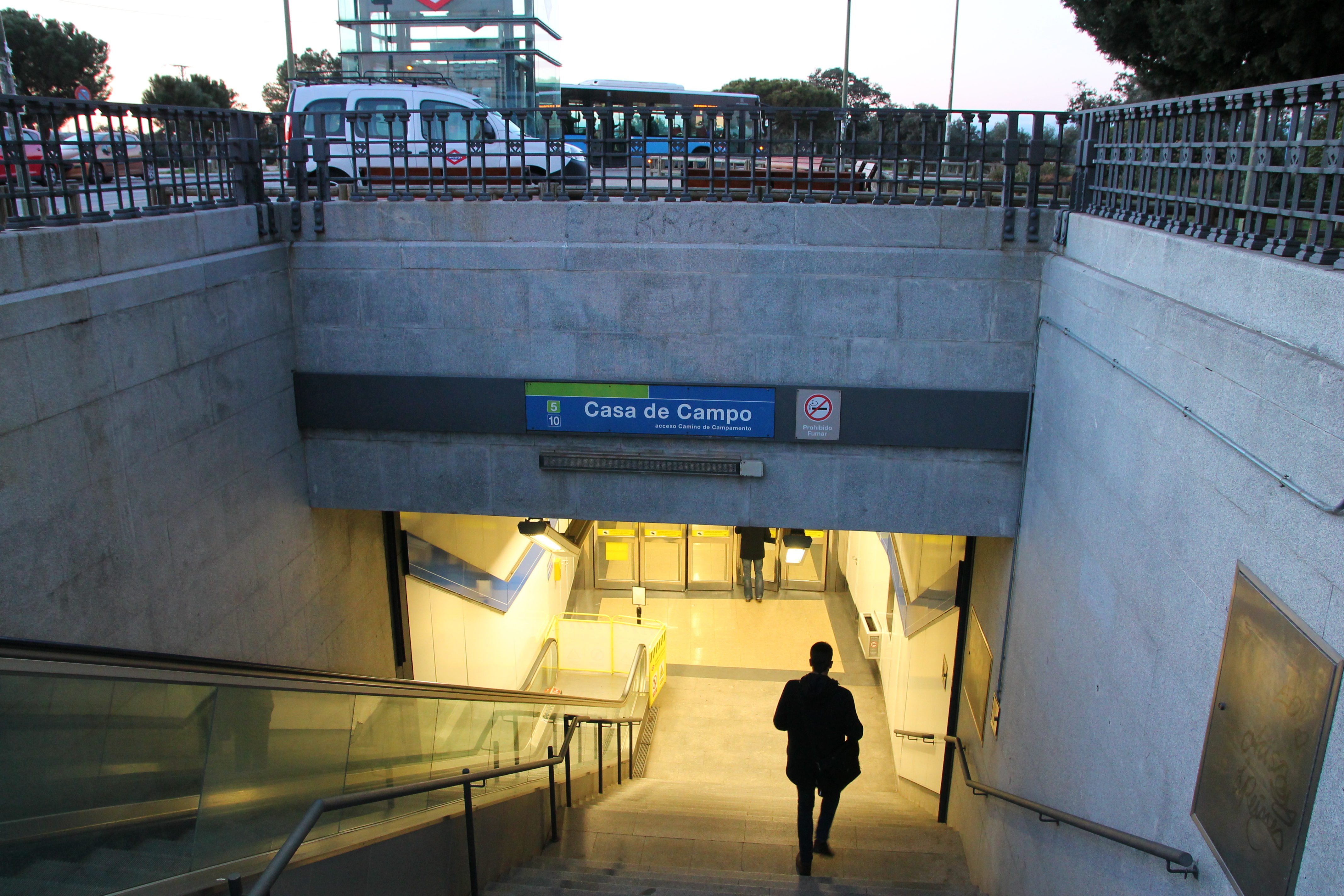
Escadaria de acesso a estação

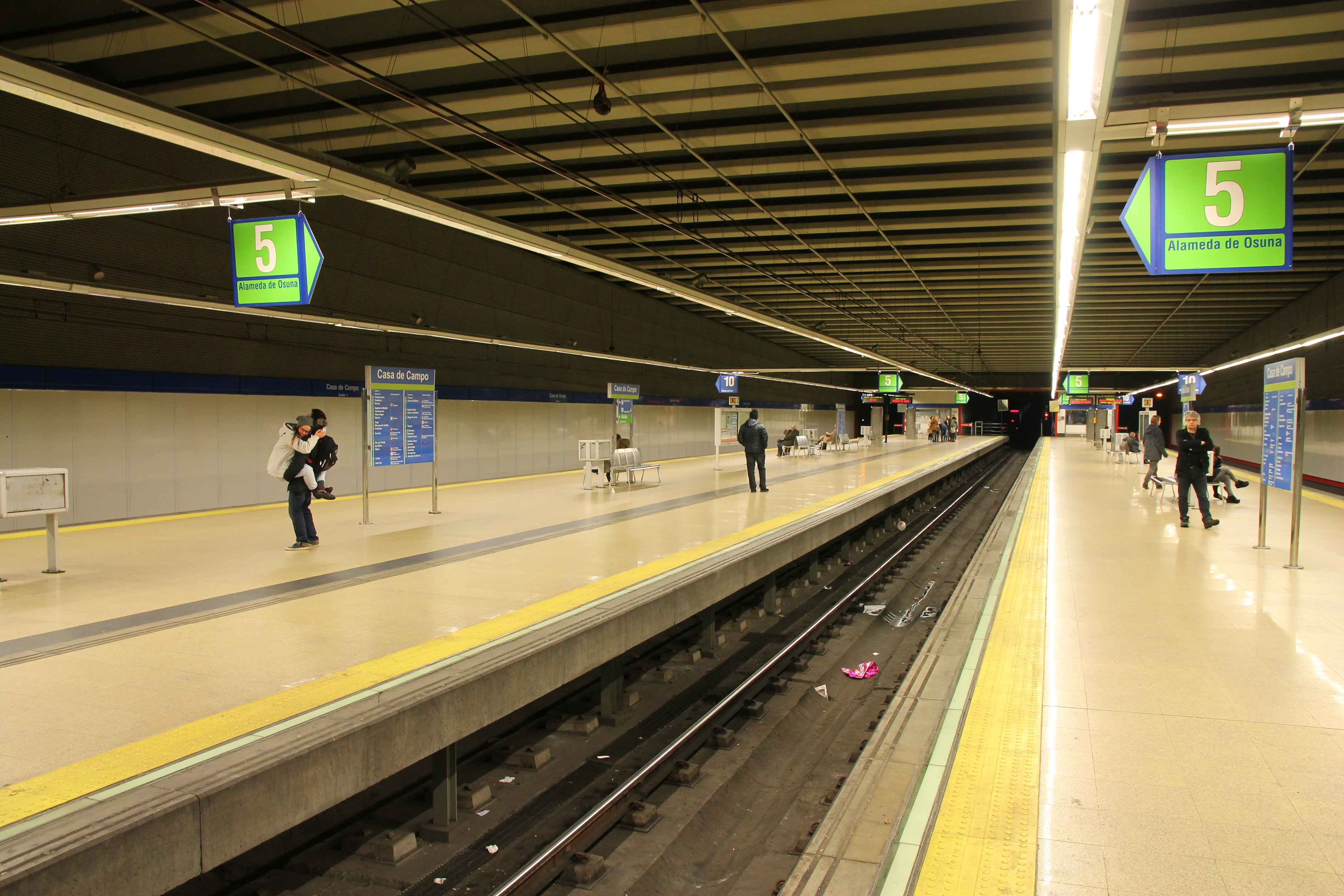
Plataforma de embarque

Casa de Campo é uma estação da Linha 5 e Linha 10 do Metro de Madrid.

## História
A estação foi inaugurada em 22 de outubro de 2002, quando foi aberta o primeiro trecho da linha 10 que levava à estação Puerta del Sur, onde atualmente se liga a Metrosur. A inauguração trouxe uma transferência da rota entre as estações Aluche e Casa de Campo da linha 10 para a linha 5, tendo sido criada uma estação de transferências entre linhas.